# 八年四弹
“八年四弹”是1965年3月由中华人民共和国七机部制订的《地地导弹发展规划（1965~1972）》的简称，意即在1965年至1972年8年时间内，研制四种新型地地导弹：东风二号甲、东风三号、东风四号和东风五号。
在“八年四弹”规划的实施过程中，由于研制单位受到“文化大革命”严重冲击，该规划延迟8年，至1980年5月18日，东风五号完成洲际飞行试验，方才宣告全部完成，实际耗时15年。
“八年四弹”规划对1965-1972年间战略导弹的发展进行了系统的研究和规划，从两弹结合到中程、远程导弹和洲际导弹，作出明确规定。该规划考虑了国防建设需要；中国航天技术的长远发展；技术可行性与经济承受能力。“八年四弹”规划的制订和实施，为中国国防科技工业、航天工业打下了坚实的基础，新长征系列运载火箭的部分型号即是基于此规划改造而生。

## 历史
1963年4月，屠守锷作为五院一分院代表在国防部五院发表了一篇地地导弹技术发展途径和步骤的文章。
1965年时，中苏交恶，中华人民共和国正处于同时与美、苏敌对的国际环境中，需要加强国防建设。同时地地导弹武器仍十分缺乏，仅有两型：仿制苏联导弹的东风一号短程弹道导弹，自主研制的第一款、1964年试飞成功的东风二号中程弹道导弹。因此，中国有研发一批新型地地导弹的需求。同时东风二号的成功研制，也说明中国有研制新型地地导弹的相应能力。
1965年2月至3月，七机部部长王秉璋组织干部群众就地地导弹规划展开大讨论。3月11日，七机部形成《地地导弹发展规划（1965~1972）》。
1965年3月20日，周恩来总理主持召开中央专委第十一次会议，七机部提交的《地地导弹发展规划》和进度安排获批准。
1966年5月“文化大革命”开始后，导弹研制工作一度陷入瘫痪和半瘫痪。
1966年10月27日，携带核弹头的东风二号甲中近程导弹在罗布泊靶区命中目标，中国第一型导弹核武器宣布研制成功。
1968年12月、1969年1月，东风三号中程弹道导弹发射试验获得成功，研制工作基本完成。
1970年1月30日，东风四号中远程弹道导弹飞行试验取得成功，研制工作基本完成。
1971年至1973年，东风五号进行了三次试射，全部失败。
1973年10月，由于已无法在“八年四弹”规划期限内完成工作，东风五号的研制试验计划暂缓。
1974年起，东风五号被改造为长征二号运载火箭，以航天发射的形式继续测试火箭性能，并由此派生出众多新长征系列运载火箭型号。
1978年起，改进后的东风五号重新开始试验，取得全部6次成功。
1980年5月18日、21日，东风五号洲际飞行试验取得成功，“八年四弹”规划全部完成。